# Oligia mediofasciata
Oligia mediofasciata är en fjärilsart som beskrevs av Max Wilhelm Karl Draudt 1950. Oligia mediofasciata ingår i släktet Oligia och familjen nattflyn. Inga underarter finns listade i Catalogue of Life.